# Копаонички говор
Копаоничкият говор е част от т.нар. косовско-моравска диалектна зона. 
Копаоничкият говор е косовско-моравският диалект, запазил в най-висока степен определени архаични характеристики. Той отразява историческото развитие на говора на местните сърби, въпреки че през 19 – 20 век Копаоник с неговите подстъпи (с изключение на североизточния му край) приема различни струи преселници от запад – от Пещер, Сиеница, околностите на Нови Пазар, а по-късно и от Черна гора и Херцеговина (т.нар. ерци). В Долното Поибрие и в т.нар. Поибрие при Кралево изговорът е екавски, но с някои йекавски привнесености. С това се характеризира и говора около манастира Студеница. 